# Eustrotia trabealis
Eustrotia trabealis là một loài bướm đêm trong họ Noctuidae.